# Bhuvanahalli, Piriyapatna
Bhuvanahalli là một làng thuộc tehsil Piriyapatna, huyện Mysore, bang Karnataka, Ấn Độ.